# Split Enz
Gli Split Enz sono stati un gruppo musicale rock neozelandese, che ha conosciuto il successo soprattutto tra gli anni '70 e '80. Il nome della band nasce dalla storpiatura di quello adottato inizialmente, Split Ends. La lettera Z andò a sostituire DS e in tal modo la coda del nome andò a rappresentare la sigla del loro Paese.
Il gruppo, attivo dal 1972 al 1984, ha pubblicato in questo arco di tempo nove album. Nel 1975 la band si trasferisce in Australia per registrare il disco di debutto e l'anno dopo si trasferisce in Inghilterra. Dalle ceneri del gruppo nasceranno i Crowded House. Successivamente si sono riuniti nel 1986, nel 1992–1993, nel 1999, nel 2002, nel 2005–2006 e infine nel 2008–2009.

## Formazione
- Tim Finn - voce, tastiere, chitarra (1972-1983; 1984)
- Phil Judd - chitarra, voce (1972-1977; 1978)
- Neil Finn - voce, chitarra, tastiere (1977-1984)
- Eddie Rayner - tastiere (1974-1984)
- Noel Crombie - percussioni (1974-1984), batteria (1982-1983)
- Mike Chunn - basso (1972-1977)
- Miles Golding - violino (1972-1973)
- Mike Howard - fiati (1972-1973)
- Div Vercoe - batteria (1973)
- Wally Wilkinson - chitarra (1973-1976)
- Robert Gillies - fiati (1973-1975; 1976-1978)
- Geoff Chunn - batteria (1973-1975)
- Emlyn Crowther - batteria (1974-1976)
- Malcolm Green - batteria (1976-1982)
- Nigel Griggs - basso (1977-1984)
- Paul Hester - batteria (1983-1984)
- Michael Barker - batteria

## Discografia
Album studio
- 1975 - Mental Notes
- 1976 - Second Thoughts
- 1977 - Dizrythmia
- 1979 - Frenzy
- 1980 - True Colours
- 1981 - Waiata/Corroboree
- 1982 - Time and Tide
- 1983 - Conflicting Emotions
- 1984 - See Ya 'Round

Live
- 1985 - The Living Enz
- 1994 - Anniversary
- 2005 - Extravagenza
- 2011 - Greatest Hits Live